# Sport plus
Sport plus su hrvatske športske dnevne novine iz Rijeke.
Prvi broj je izašao 3. prosinca 2009. Time su postale drugi športski dnevni list u Hrvatskoj, pored Sportskih novostiju. Izlazile su do 2011. godine.
List je izlazio u ilustriranom izdanju. Uređivao ih je Goran Drenjak.